# Einar Magnussen
Einar Magnussen (* 5. Juni 1931 in Ålesund, Møre og Romsdal; † 27. März 2004) war ein norwegischer Sozialökonom, Bankmanager und Politiker der Arbeiderpartiet, der unter anderem zwischen 1970 und 1973 erstmals Direktor der Norges Bank, der norwegischen Zentralbank, von 1973 bis 1974 Staatssekretär im Ministerium für Handel und Schifffahrt sowie zwischen 1974 und 1976 kommissarischer Minister für Handel und Schifffahrt in der zweiten Regierung Bratteli war. Er fungierte in den Jahren 1976 bis 1979 auch als Exekutivdirektor der Weltbank sowie zwischen 1979 und 1982 als Direktor des Norwegischen Exportrates. Er war von 1983 bis 1996 erneut Direktor der Norges Bank sowie zugleich zwischen 1991 und 1992 abermals Exekutivdirektor der Weltbank.

## Leben

### Zentralbankdirektor, Staatssekretär und Minister

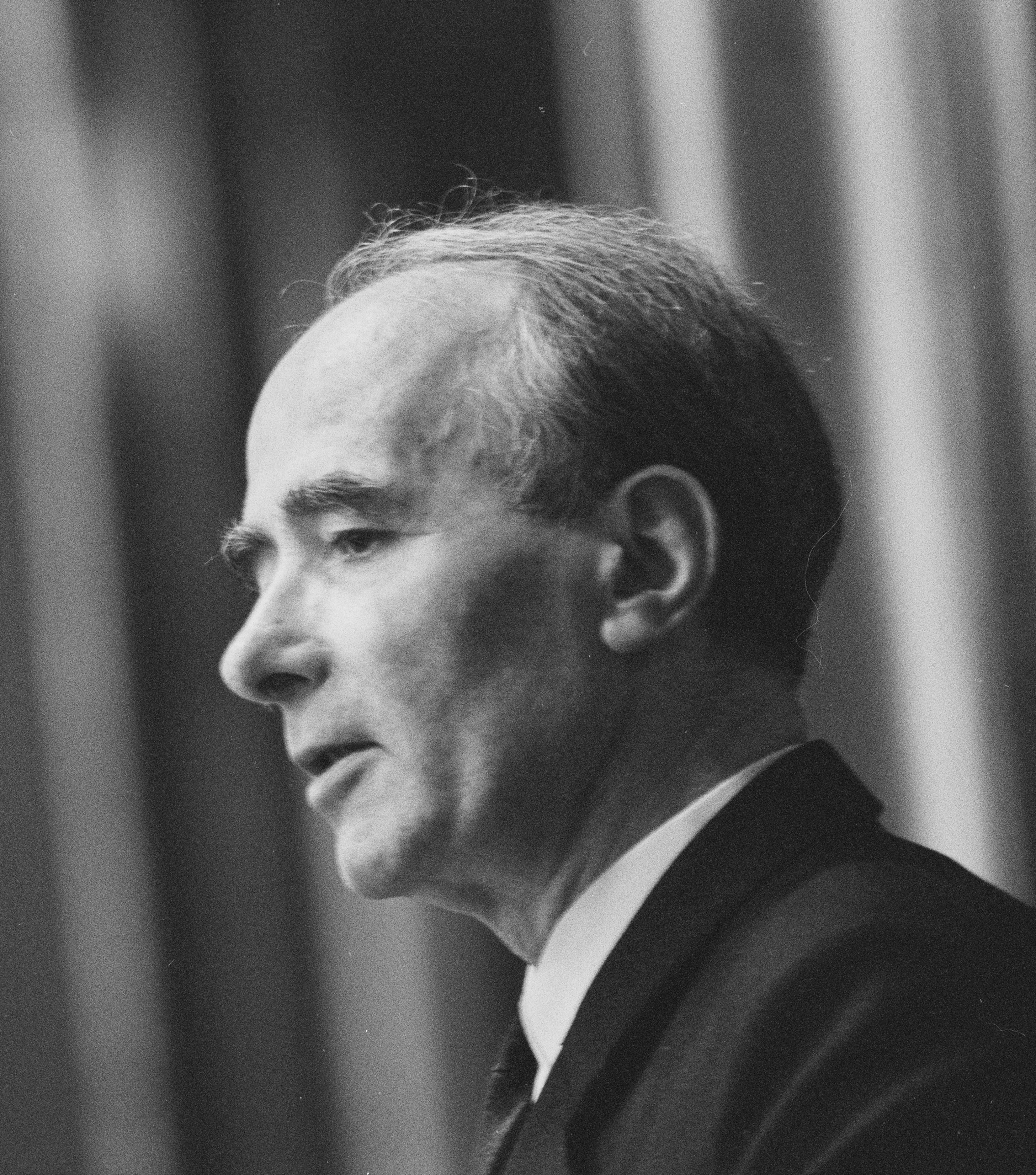
In der zweiten Regierung von Ministerpräsident Trygve Bratteli war Magnussen zwischen 1974 und 1976 kommissarischer Minister für Handel und Schifffahrt.

Einar Magnussen, Sohn des Kontoristen Gustav Einar Magnussen (1899–1972) und Selma Sofie Giske (1901–1990), begann nach dem Schulbesuch 1950 ein Studium der Sozialökonomie und schloss dieses 1957 als Cand. oecon. ab. Während seines Studiums war er zwischen 1954 und 1956 Vorstandsmitglied der Sozialökonomischen Gesellschaft (Sosialøkonomisk samfund). Nach Abschluss seines Studiums arbeitete er kurzzeitig als Sekretär im Statistischen Zentralbüro SSB (Statistisk sentralbyrå), wechselte dann aber zwischen 1957 und 1960 als Beamter zur Zentralbank Norges Bank. Nachdem er zwischen 1960 und 1961 Berater im Finanzministerium war, arbeitete er von 1962 bis 1965 als Ökonom beim Internationalen Währungsfonds IWF. Nach seiner Rückkehr war er zwischen 1965 und 1968 Büroleiter bei der Norges Bank und engagierte sich zudem von 1965 bis 1983 als Mitglied des Wirtschaftspolitischen Ausschusses der Arbeiderpartiet. Er war von 1968 bis 1970 Wirtschaftsberater der Zentralbank von Tansania (Bank of Tanzania) und nach seiner Rückkehr zwischen 1970 und 1973 Direktor der Abteilung Geldpolitik der Norges Bank.
Am 12. November 1973 wurde Magnussen Staatssekretär im Ministerium für Handel und Schifffahrt (Statssekretær, Handels- og skipsfartsdepartementet) und bekleidete dieses Amt bis zum 27. September 1974. Im Anschluss übernahm er von Jens Evensen kommissarisch den Posten als Minister für Handel und Schifffahrt (Konstituert statsråd, Handels- og skipsfartsdepartementet) im zweiten Kabinett Bratteli und behielt diesen bis zum 15. Januar 1976.

### Direktor des Rates, Rückkehr zurNorges Bankund Exekutivdirektor der Weltbank
Nach seinem Ausscheiden aus der Regierung war Einar Magnussen 1976 erneut kurzzeitig Direktor der Abteilung Geldpolitik der Norges Bank und im Anschluss zwischen 1976 und 1979 erstmals Exekutivdirektor der Weltbank für Skandinavien. Zugleich fungierte er zwischen 1976 und 1984 zum ersten Mal als Vorsitzender des Erdölpreisrates (Petroleumsprisrådet) und war von 1977 bis 1983 Vorstandsmitglied der Fluggesellschaft SAS Scandinavian Airlines. 1979 löste er Gunnar Rogstad als Direktor des Norwegischen Exportrates (Norges Eksportråd) ab und bekleidete diese Funktion bis 1982, woraufhin Arne Langeland seine dortige Nachfolge antrat. Zugleich wurde er 1980 Mitglied des Ausschusses für Exportförderungsmaßnahmen und war kraft Amtes von 1980 bis 1982 auch Stellvertretendes Mitglied des Rates für internationale wirtschaftliche Zusammenarbeit, Mitglied des Rates der Norwegischen Agentur für Entwicklungszusammenarbeit NORAD (Norwegian Agency for Development Cooperation) sowie Mitglied im Vorstand des Bürgschaftsinstituts für Exportkredite. Darüber hinaus engagierte er sich in verschiedenen Positionen für das Chr. Michelsens Institutt for Videnskap og Åndsfrihet, ein 1930 von Christian Michelsen gegründetes Institut für sozialwissenschaftliche Forschung und dort unter anderem von 1980 bis 1993 Vorstandsmitglied der Abteilung Sozialwissenschaften und Entwicklung, zwischen 1982 und 1993 stellvertretender Vorsitzender des Instituts sowie von 1985 bis 1993 Vorsitzender des Vorstands und des Rates der Abteilung für Sozialwissenschaften und Entwicklung. Ferner war er zwischen 1982 und 1983 auch Mitglied des Untersuchungsausschusses zur Organisation der staatlichen Teilnahme an Erdölförderung.
1983 kehrte Magnussen wieder zur Norges Bank zurück und bekleidete erneut bis 1991 den Posten eines Direktors. Zugleich war er von 1986 bis 1987 noch einmal Vorsitzender des Erdölpreisrates. In dieser Zeit war er von 1983 bis 1989 zudem Vorstandsmitglied der Telefongesellschaft Televerket sowie zwischen 1988 und 1993 Vorsitzender des Börsenrates der Osloer Börse (Oslo Børs). Nachdem er zwischen 1991 und 1992 erneut Exekutivdirektor der Weltbank für Skandinavien war, fungierte er von 1992 bis 1996 wieder als Direktor der Norges Bank. Zuletzt war er zwischen 1999 und 2000 noch Mitglied des Vorstands der Oslo Sanitetsforening (OSF), eine zur Norske Kvinners Sanitetsforening (KKS) gehörende gemeinnützige, humanitäre Organisation.

## Veröffentlichung
- Ja, de penga. Folkets Brevskole 1959.